# Omura
Omura (大村市 -shi) é uma cidade japonesa, localizada na província de Nagasaki.
Em 11 de Fevereiro de 1942 Omura recebeu o estatuto de cidade e a 9 de agosto de 1945 a nova cidade também sofre os efeitos da radiação atómica reduzindo grandemente a sua população inicial. Em 2003 a cidade tinha uma população estimada em 86 388 habitantes e uma densidade populacional de 683,83 h/km². Tem uma área total de 126,33 km².

## Cidades-irmãs
- Sintra, Portugal (desde 21 de Agosto de 1997)
- Distrito Minhang, China